# San Yu
San Yu (tiếng Miến Điện: စန်းယု, phát âm [sáɴ jṵ]; 3 tháng 3 năm 1918 – 30 tháng 1 năm 1996) là Tổng Tư lệnh của Quân đội Myanmar và Tổng thống Myanmar từ ngày 9 tháng 11 năm 1981 đến ngày 27 tháng 7 năm 1988.

## Xuất thân
San Yu, sinh ra trong một gia đình người Myanma gốc Hoa, ở Thegon, Prome, con của U San Pe và Daw Shwe Lai. Cha ông là người Khách Gia và mẹ ông là người bản địa. Ông học ngành y tại Trường Y khoa, Đại học Rangoon - nay là Trường Đại học Y khoa số 1. Học được 2 năm thì ông bỏ học và gia nhập Quân đội Độc lập Myanma ở Prome, làm sĩ quan.

## Sự nghiệp nhà binh
San Yu gia nhập các lực lượng vũ trang Myanma ngày 14 tháng 1 năm 1946 với hàm thiếu úy và thuộc tiểu đoàn súng trường Myanma số 3. San Yu thăng tiến rất nhanh nhờ trung thành với cấp trên. Ngày 23 tháng 1 năm 1947, San Yu được thăng hàm đại úy, phó tiểu đoàn trưởng tiểu đoàn nói trên; đến ngày 24 tháng 2 năm 1949, tức là chỉ 3 năm sau khi nhập ngũ, ông đã được thăng hàm thiếu tá.
Ngày 25 tháng 11 năm 1949, ông được thăng quân hàm trung tá, tiểu đoàn trưởng tiểu đoàn súng trường Karen số 1. Sau đó, ông được điều sang tiểu đoàn súng trường Kachin số 1 vào ngày 22 tháng 12 năm 1950. Từ năm 1950 đến năm 1951, ông là thuộc hạ của chuẩn tướng Tư lệnh Quân khu Bắc Ne Win. Từ ngày 17 tháng 9 năm 1952, ông chuyển về làm ở Bộ Tổng tham mưu.
Ngày 9 tháng 3 năm 1956, ông được thăng quân hàm đại tá và trở thành Tư lệnh Quân khu Bắc vào ngày 25 tháng 2 năm 1959. Ngày 9 tháng 4 năm 1959, ông được thăng quân hàm chuẩn tướng. Ngày 16 tháng 8 năm 1961, làm Trung đoàn trưởng Trung đoàn Bộ binh số 1; ngày 16 tháng 10 năm 1961, làm Tư lệnh Quân khu Đông; ngày 29 tháng 11 năm 1961, làm Tư lệnh Quân khu Tây Bắc.
Sau cuộc đảo chính 1962, chuẩn tướng San Yu trở thành Phó Tham mưu trưởng Lục quân Myanma vào ngày 15 tháng 2 năm 1963. Ngày 20 tháng 4 năm 1972, ông được thăng quân hàm Đại tướng, Tổng Tư lệnh Quân đội Myanma.

## Sự nghiệp chính trị
San Yu là một trong 17 thành viên Hội đồng Cách mạng mà tướng Ne Win lập ra để nắm quyền lãnh đạo đất nước sau cuộc đảo chính lật đổ chính quyền dân sự của Thủ tướng U Nu ngày 2 tháng 3 năm 1962. Ông được bổ nhiệm là Trưởng ban Soạn thảo Hiến pháp Liên bang Mới. Từ năm 1971 đến năm 1973, ông đã đi công cán hầu khắp đất nước Myanma với cương vị trên trong "quá trình soạn thảo" Hiến pháp Cộng hòa xã hội chủ nghĩa Liên bang Myanma, hay Hiến pháp Myanma 1974. 
Ngày 20 tháng 4 năm 1972, Hội đồng Cách mạng ra thông báo rằng Chuẩn tướng San Yu được thăng hàm Đại tướng. San Yu trở thành Tổng Thư ký Đảng Kế hoạch Xã hội chủ nghĩa Myanma, hay BSPP, vào ngày 26 tháng 4 năm 1974. Ngày 3 tháng 3 năm 1978, ông rút khỏi các cương vị quân đội. Trong những ngày cuối cùng của Đại hội IV của BSPP, Ne Win cũng thông báo ý định rút khỏi vị trí Tổng thống Cộng hòa xã hội chủ nghĩa Liên bang Myanma sau "bầu cử" tháng 10 năm 1981.
Ngày 9 tháng 11 năm 1981, Hội đồng Lập pháp Myanma khi đó (Pyithu Hluttaw) đã bầu San Yu làm Tổng thống Cộng hòa xã hội chủ nghĩa Liên bang Myanma. Ông giữ cương vị nguyên thủ quốc gia này cho tới ngày 27 tháng 7 năm 1988, là người giữ vị trí nguyên thủ quốc gia Myanma lâu thứ hai sau Ne Win trong lịch sử Myanma từ khi độc lập.
Tại Đại hội V của BSPP tháng 8 năm 1985 San Yu được chính thức bầu làm Phó Chủ tịch BSPP. Từ đó đến khi nghỉ hưu, ông được các phương tiện thông tin đại chúng gọi là Phó Chủ tịch Đảng Kế hoạch Xã hội chủ nghĩa Myanma, Tổng thống kiêm Chủ tịch Hội đồng Nhà nước. Theo Hiến pháp 1974, Chủ tịch Hội đồng Nhà nước sẽ kiêm Tổng thống.
Ngày 23 tháng 7 năm 1988, ngày khai mạc Đại hội VI BSPP, Ne Win thông báo rằng San Yu cùng bốn nhan vật cấp cao khác của Đảng và Nhà nước tỏ ý muốn từ nhiệm. Đại hội BSPP Congress đã chấp nhận để cho Ne Win và San Yu từ nhiệm.
Sau khi nghỉ hưu, San Yu sống lặng lẽ ở căn nhà ngoại ô Yangon và qua đời ngày 30 tháng 1 năm 1996.